# 2017-es szicíliai regionális választás
| Kormányzó-jelölt    | Nello Musumeci              | Giancarlo Cancelleri        | Fabrizio Micari             |
| ------------------- | --------------------------- | --------------------------- | --------------------------- |
| Párt neve           | Gyönyörű Szép Lesz          | 5 Csillag Mozgalom          | Demokrata Párt              |
| Választási koalíció | Jobbközép koalíció          | nincs                       | Balközép koalíció           |
| Eredmények          | 830.821 39.85%              | 722,555 34.65%              | 388.886 18,65 %             |
| Mandátumok          | Szicíliai Parlament:36 / 70 | Szicíliai Parlament:20 / 70 | Szicíliai Parlament:13 / 70 |

A 2017-es szicíliai regionális választást 2017. november 5-én tartották meg. A választás keretében megválasztották a Szicíliai Parlament képviselőit valamint a régió kormányzóját.

## Választási rendszer
A képviselőket vegyes választási rendszerben választják meg: 62 mandátumot arányos képviselet értemében a Hare-Niemeyer-módszer szerint választáson nyílt listás szavazáson, amin 5%-os a bejutási küszöb. 7 további mandátumot zárt, pártlistás blokk szavazáson és 1 mandátumot a második helyen végzett kormányzó-jelölt kap, összesen 70 mandátumot osztanak ki.

## Jelöltek
| Politikai pártok/Koalíció | Politikai pártok/Koalíció                                                               | Tagpártok | Tagpártok                                                                               | Előző választási eredmény | Előző választási eredmény | Listavezető          |
| Politikai pártok/Koalíció | Politikai pártok/Koalíció                                                               | Tagpártok | Tagpártok                                                                               | Szavazatok (%)            | Mandátumok                | Listavezető          |
| ------------------------- | --------------------------------------------------------------------------------------- | --- | --------------------------------------------------------------------------------------- | ------------------------- | ------------------------- | -------------------- |
|                           | Jobbközép koalíció                                                                      | | Forza Italia (FI) (benne Polgári Választás és Olasz Liberális Párt)                     | 18.9                      | 17                        | Nello Musumeci       |
|                           | Jobbközép koalíció                                                                      | Populárisok és Autonomisták                                                                                           | 15.4                                                                                    | 14                        |                           | Nello Musumeci       |
|                           | Jobbközép koalíció                                                                      | Közép Uniója (UdC) | 10.8                                                                                    | 11                        |                           | Nello Musumeci       |
|                           | Jobbközép koalíció                                                                      | Gyönyörű Szép Lesz (DB) (koalíció: EpI)                                                                               |                                                                                         |                           |                           | Nello Musumeci       |
|                           | Jobbközép koalíció                                                                      | Nello Musumecit elnöknek (koalíció: Szövetség Szicíliáért, Olaszország Fivérei – Nemzeti Szövetség and Mi Salvinival) |                                                                                         |                           |                           | Nello Musumeci       |
|                           | 5 Csillag Mozgalom                                                                      | 5 Csillag Mozgalom | 5 Csillag Mozgalom                                                                      | 14.9                      | 15                        | Giancarlo Cancelleri |
|                           | Balközép koalíció                                                                       | | Demokrata Párt (PD)                                                                     | 13.4                      | 14                        | Fabrizio Micari      |
|                           | Szicília Jövője – Olasz Szocialista Párt (SF–PSI)                                       | |                                                                                         |                           |                           | Fabrizio Micari      |
|                           | Népi Alternatíva – Centristák Szicíliárt (AP–CpM)                                       | |                                                                                         |                           |                           | Fabrizio Micari      |
|                           | Micarit elnöknek (inc. A Megafon)                                                       | |                                                                                         |                           |                           | Fabrizio Micari      |
|                           | Száz Lépés Szicíliának (incl. MDP, SI, Kommunista Újraalapítás Pártja, FdV, Pos és PSS) | Száz Lépés Szicíliának (incl. MDP, SI, Kommunista Újraalapítás Pártja, FdV, Pos és PSS)                               | Száz Lépés Szicíliának (incl. MDP, SI, Kommunista Újraalapítás Pártja, FdV, Pos és PSS) | 3.1                       | –                         | Claudio Fava         |
|                           | Szabad Szicíliaiak (SL)                                                                 | Szabad Szicíliaiak (SL)                                                                                               | Szabad Szicíliaiak (SL)                                                                 |                           |                           | Roberto La Rosa      |

## Választási programok

### Nello Musumeci
Musumeci – aki a helyi politikában veteránnak számít – a jobbközép koalíció jelöltjeként megválasztása esetén vállalkozóbarát regionális politikát ígért. Kiemelte, hogy Szicília főproblémája a 22%-os munkanélküliség és az európai szinten egyik legalacsonyabb versenyképesség. Álláspontja szerint, csak a vállalkozások jelentik a biztos bevételt illetve szociális intézkedésekkel nem lehet számolni, mint bevételi forrás.

### Giancarlo Cancelleri
Cancellerei, aki 42 évesen a legfiatalabb jelölt volt – az 5 Csillag Mozgalom jelöltjeként arról beszélt, hogy a jobbközép koalíció Musumeci jelölésével valójában a régi politikai elitet kívánja rejtegetve átmenteni. Cancelleri szerint a gazdaság újraindítása és a turizmus fejlesztése fontos a régió számára. Szót emelt még a regionális törvényhozás kiadáscsökkentései és a maffiával való viszonyról.

### Fabrizio Micari
Micari, a balközép koalíció jelöltjeként programjában a foglalkoztatást és a sziget fejlesztését emelte ki. Álláspontja szerint Szicíliának "megvannak a szárnyaláshoz az adottságai, de ahhoz hozzáértés, igyekezet és becsület kell." 

### Claudio Fava
Fava újságíró, író, akit a szélsőbaloldali pártok indítottak jelöltként. Programjában, amit "Cento passi" (Száz lépés) néven nevezett, harcot hirdetett a törvényességért és a maffia ellen. Azt állította, hogy "ellenfeleim közül senki nem adta meg azon maffia családok neveit, akik a választás befolyásolni akarják".

## Eredmények

### Kormányzó-jelöltek
| Jelölt                | Jelölt               | Szavazatok száma | Szavazatok % |
| --------------------- | -------------------- | ---------------- | ------------ |
|                       | Nello Musumeci       | 830,821          | 39.85        |
|                       | Giancarlo Cancelleri | 722,555          | 34.65        |
|                       | Fabrizio Micari      | 388,886          | 18.65        |
|                       | Claudio Fava         | 128,157          | 6.15         |
|                       | Roberto La Rosa      | 14,656           | 0.7          |
| Total                 | Total                | 2,085,075        | 100.00       |
| Forrás: La Repubblica |                      |                  |              |

### Pártlisták eredménye
| Jelölt                | Jelölt                                                   | Szavazatok száma | Szavazatok % |
| --------------------- | -------------------------------------------------------- | ---------------- | ------------ |
|                       | 5 Csillag Mozgalom                                       | 722,555          | 34.65        |
|                       | Forza Italia                                             | 315,056          | 16.37        |
|                       | Demokrata Párt                                           | 250,633          | 13.02        |
|                       | Populárisok és Autonomisták                              | 136,520          | 7.09         |
|                       | Közép Uniója                                             | 134,124          | 6.97         |
|                       | Szicília Jövője – Olasz Szocialista Párt                 | 115,751          | 6.01         |
|                       | Gyönyörű Szép Lesz                                       | 114,708          | 5.96         |
|                       | Olaszország Fivérei – Nemzeti Szövetség és Mi Salvinival | 108,713          | 5.65         |
|                       | Száz Lépés Szicíliának                                   | 100,583          | 5.23         |
|                       | Népi Alternatíva – Centristák Szicíliárt                 | 80,366           | 4.18         |
| Total                 | Total                                                    | 2,085,075        | 100.00       |
| Forrás: La Repubblica |                                                          |                  |              |

### Megyei eredmények
| Megye neve    | M5S        | M5S   | FI         | FI    | PD         | PD    | Populárisok-Autonomisták-IS | Populárisok-Autonomisták-IS | UdC-RD-SV  | UdC-RD-SV | PDR-SF-PSI | PDR-SF-PSI | #DB-EpS    | #DB-EpS | FdI-NcS-ApS | FdI-NcS-ApS | 100 lépés  | 100 lépés |  |
| Megye neve    | Szavazatok | %     | Szavazatok | %     | Szavazatok | %     | Szavazatok                  | %                           | Szavazatok | %         | Szavazatok | %          | Szavazatok | %       | Szavazatok  | %           | Szavazatok | %         |  |
| ------------- | ---------- | ----- | ---------- | ----- | ---------- | ----- | --------------------------- | --------------------------- | ---------- | --------- | ---------- | ---------- | ---------- | ------- | ----------- | ----------- | ---------- | --------- |  |
| Agrigento     | 47.479     | 27,35 | 18.375     | 10,58 | 18.525     | 10,67 | 22.442                      | 12,93                       | 20.643     | 11,89     | 13.694     | 7,89       | 4.644      | 2,68    | 4.068       | 2,34        | 8.666      | 4,99      |  |
| Caltanissetta | 28.376     | 29,24 | 16.383     | 16,88 | 10.128     | 10,44 | 6.353                       | 6,55                        | 7.322      | 7,55      | 7.501      | 7,73       | 8.393      | 8,65    | 4.177       | 4,30        | 3.129      | 3,22      |  |
| Catania       | 118.709    | 26,54 | 68.221     | 15,25 | 67.444     | 15,08 | 28.696                      | 6,42                        | 25.349     | 5,67      | 26.702     | 5,97       | 29.324     | 6,56    | 37.226      | 8,32        | 20.583     | 4,60      |  |
| Enna          | 21.424     | 32,72 | 9.949      | 15,20 | 14.707     | 22,46 | 4.584                       | 7,00                        | 1.687      | 2,58      | 3.155      | 4,82       | 2.350      | 3,59    | 3.434       | 5,25        | 2.153      | 3,29      |  |
| Messina       | 54.005     | 19,74 | 64.187     | 23,46 | 31.509     | 11,52 | 16.171                      | 5,92                        | 18.510     | 6,77      | 18.408     | 6,73       | 21.851     | 7,99    | 19.420      | 7,10        | 15.554     | 5,69      |  |
| Palermo       | 109.952    | 24,18 | 64.816     | 14,26 | 40.173     | 8,84  | 37.068                      | 8,15                        | 36.137     | 7,95      | 33.815     | 7,44       | 25.659     | 5,64    | 26.456      | 5,82        | 28.544     | 6,28      |  |
| Ragusa        | 34.074     | 31,56 | 18.474     | 17,11 | 17.660     | 16,36 | 2.804                       | 2,60                        | 1.938      | 1,80      | 838        | 0,78       | 14.694     | 13,61   | 3.827       | 3,55        | 10.212     | 9,46      |  |
| Siracusa      | 52.437     | 34,90 | 25.220     | 16,78 | 19.446     | 12,94 | 12.606                      | 8,39                        | 10.091     | 6,72      | 1.662      | 1,11       | -          | -       | 6.770       | 4,51        | 7.777      | 5,18      |  |
| Trapani       | 46.903     | 30,32 | 29.431     | 19,03 | 31.041     | 20,07 | 5.796                       | 3,75                        | 12.447     | 8,05      | 9.976      | 6,45       | 7.793      | 5,04    | 3.335       | 2,16        | 3.965      | 2,56      |  |
| Összesen      | 513.359    | 26,67 | 315.056    | 16,37 | 250.633    | 13,02 | 136.520                     | 7,09                        | 134.124    | 6,97      | 115.751    | 6,01       | 114.708    | 5,96    | 108.713     | 5,65        | 100.583    | 5,23      |  |

| Megye neve    | Nello Musumeci   | Nello Musumeci | Giancarlo Cancelleri | Giancarlo Cancelleri | Fabrizio Micari  | Fabrizio Micari | Claudio Fava     | Claudio Fava | La Rosa          | La Rosa |
| Megye neve    | Szavazatok száma | %              | Szavazatok száma     | %                    | Szavazatok száma | %               | Szavazatok száma | %            | Szavazatok száma | %       |
| ------------- | ---------------- | -------------- | -------------------- | -------------------- | ---------------- | --------------- | ---------------- | ------------ | ---------------- | ------- |
| Agrigento     | 67.833           | 36,99          | 69.553               | 37,93                | 34.820           | 18,99           | 10.165           | 5,54         | 1.005            | 0,55    |
| Caltanissetta | 44.374           | 41,77          | 40.854               | 38,45                | 15.402           | 14,50           | 4.923            | 4,63         | 695              | 0,65    |
| Catania       | 207.138          | 42,34          | 167.189              | 34,18                | 86.351           | 17,65           | 25.941           | 5,30         | 2.571            | 0,53    |
| Enna          | 24.345           | 33,80          | 29.567               | 41,04                | 14.035           | 19,48           | 3.596            | 4,99         | 495              | 0,69    |
| Messina       | 137.680          | 47,59          | 78.770               | 27,23                | 52.339           | 18,09           | 18.535           | 6,41         | 2.009            | 0,69    |
| Palermo       | 192.523          | 38,98          | 154.700              | 31,32                | 106.576          | 21,58           | 35.385           | 7,16         | 4.724            | 0,96    |
| Ragusa        | 42.475           | 35,53          | 47.021               | 39,33                | 16.950           | 14,18           | 11.950           | 9,99         | 1.168            | 0,98    |
| Siracusa      | 54.510           | 33,02          | 71.371               | 43,24                | 27.526           | 16,68           | 10.959           | 6,64         | 702              | 0,43    |
| Trapani       | 59.943           | 36,03          | 63.530               | 38,19                | 34.887           | 20,97           | 6.703            | 4,03         | 1.287            | 0,77    |
| Összesen      | 830.821          | 39,85          | 722.555              | 34,65                | 388.886          | 18,65           | 128.157          | 6,15         | 14.656           | 0,70    |